# Парцхиси
Парцхиси (груз. ფარცხისი) — село в Грузии, на территории Тетрицкаройского муниципалитета края (мхаре) Квемо-Картли.

## География
Село находится в юго-восточной части Грузии, на берегах реки Алгети, на расстоянии приблизительно 7 километров (по прямой) к северо-востоку от города Тетри-Цкаро, административного центра муниципалитета. Абсолютная высота — 715 метров над уровнем моря.

## Население
По результатам официальной переписи населения 2014 года в Парцхиси проживало 259 человек (128 мужчин и 131 женщина). В национальной структуре населения грузины составляли 95,3 %, армяне — 3,1 %.
| Год  | Население, человек |
| ---- | ------------------ |
| 2002 | 378                |
| 2014 | ↘ 259              |